# Jodie Sedras
Jodie Sedras (* 26. August 1994) ist eine südafrikanische Stabhochspringerin.

## Sportliche Laufbahn
Erste internationale Erfahrungen sammelte Jodie Sedras bei den Afrikameisterschaften 2016 in Durban, bei denen sie mit übersprungenen 3,30 m den siebten Platz. Zwei Jahre später wurde sie bei den Afrikameisterschaften in Asaba mit einer Höhe von 3,70 m Fünfte.
2018 wurde Sedras südafrikanische Meisterin im Stabhochsprung.